# Lista de presidentes da Câmara do Congresso Legislativo do Estado de São Paulo
Esta é uma lista de presidentes da Câmara do Congresso Legislativo do Estado de São Paulo que existiu durante a República Velha (1889 a 1930).
| Legislatura | Periodo     | Início              | Término               | Nome                               | Observações |
| 1ª          | 1891 a 1892 | 15 de julho de 1891 | 29 de janeiro de 1892 | Augusto César de Miranda Azevedo   |             |
| 2ª          | 1892 a 1894 | 31 de março de 1892 | 8 de março de 1893    | Antônio Francisco de Paula Sousa   |             |
|             |             | 8 de março de 1893  | 8 de abril de 1894    | Luís de Toledo Piza e Almeida      |             |
|             |             | 8 de abril de 1894  | 8 de abril de 1895    | Luís de Toledo Piza e Almeida      |             |
| 3ª          | 1895 a 1897 | 8 de abril de 1895  | 8 de abril de 1896    | Luís de Toledo Piza e Almeida      |             |
|             |             | 8 de maio de 1896   | 8 de abril de 1897    | Luís de Toledo Piza e Almeida      |             |
|             |             | 8 de abril de 1897  | 9 de abril de 1898    | Luís de Toledo Piza e Almeida      |             |
| 4ª          | 1898 a 1900 | 9 de abril de 1898  | 11 de abril de 1899   | Luís de Toledo Piza e Almeida      |             |
|             |             | 11 de abril de 1899 | 9 de abril de 1900    | Carlos Augusto Pereira Guimarães   |             |
|             |             | 9 de abril de 1900  | 9 de abril de 1901    | Carlos Augusto Pereira Guimarães   |             |
| 5ª          | 1901 a 1903 | 9 de abril de 1901  | 9 de setembro de 1901 | Carlos Augusto Pereira Guimarães   |             |
|             |             | 9 de abril de 1902  | 2 de julho de 1903    | Antônio de Pádua Sales             |             |
|             |             | 2 de julho de 1903  | 8 de abril de 1904    | João Álvares Rubião Júnior         |             |
| 6ª          | 1904 a 1906 | 8 de abril de 1904  | 8 de abril de 1905    | João Álvares Rubião Júnior         |             |
|             |             | 8 de abril de 1905  | 16 de julho de 1906   | João Álvares Rubião Júnior         |             |
|             |             | 16 de julho de 1906 | 15 de julho de 1907   | João Álvares Rubião Júnior         |             |
| 7ª          | 1907 a 1909 | 15 de julho de 1907 | 15 de julho de 1908   | Carlos de Campos                   |             |
|             |             | 15 de julho de 1908 | 16 de julho de 1909   | Carlos de Campos                   |             |
|             |             | 16 de julho de 1909 | 15 de julho de 1910   | Carlos de Campos                   |             |
| 8ª          | 1910 a 1912 | 15 de julho de 1910 | 17 de julho de 1911   | Carlos de Campos                   |             |
|             |             | 17 de julho de 1911 | 16 de julho de 1912   | Carlos de Campos                   |             |
|             |             | 16 de julho de 1912 | 15 de julho de 1913   | Carlos de Campos                   |             |
| 9ª          | 1913 a 1915 | 15 de julho de 1913 | 22 de julho de 1914   | Carlos de Campos                   |             |
|             |             | 22 de julho de 1914 | 16 de julho de 1915   | Carlos de Campos                   |             |
|             |             | 16 de julho de 1915 | 18 de julho de 1916   | Antônio Álvares Lobo               |             |
| 10ª         | 1916 a 1918 | 18 de julho de 1916 | 17 de julho de 1917   | Antônio Álvares Lobo               |             |
|             |             | 17 de julho de 1917 | 26 de abril de 1918   | Antônio Álvares Lobo               |             |
|             |             | 26 de abril de 1918 | 15 de julho de 1919   | Antônio Álvares Lobo               |             |
| 11ª         | 1919 a 1921 | 15 de julho de 1919 | 15 de julho de 1920   | Antônio Álvares Lobo               |             |
|             |             | 15 de julho de 1920 | 15 de julho de 1921   | Antônio Álvares Lobo               |             |
|             |             | 15 de julho de 1921 | 15 de julho de 1922   | Antônio Álvares Lobo               |             |
| 12ª         | 1922 a 1924 | 15 de julho de 1922 | 16 de julho de 1923   | Antônio Álvares Lobo               |             |
|             |             | 16 de julho de 1923 | 15 de julho de 1924   | Antônio Álvares Lobo               |             |
|             |             | 15 de julho de 1924 | 15 de julho de 1925   | Antônio Álvares Lobo               |             |
| 13ª         | 1925 a 1927 | 15 de julho de 1925 | 15 de julho de 1926   | Antônio Álvares Lobo               |             |
|             |             | 15 de julho de 1926 | 16 de maio de 1927    | Antônio Álvares Lobo               | [ 2 ]       |
|             |             | 16 de maio de 1927  | 15 de julho de 1927   | Rafael Arcanjo Gurgel              | [ 3 ]       |
|             |             | 15 de julho de 1927 | 16 de julho de 1928   | Artur Pequerobi de Aguiar Whitaker |             |
| 14ª         | 1928 a 1930 | 16 de julho de 1928 | 15 de julho de 1929   | Artur Pequerobi de Aguiar Whitaker |             |
|             |             | 15 de julho de 1929 | 15 de julho de 1930   | Artur Pequerobi de Aguiar Whitaker |             |
|             |             | 15 de julho de 1930 | 23 de outubro de 1930 | Artur Pequerobi de Aguiar Whitaker |             |

Legenda
| cor     | significado      |
| amarelo | titular do cargo |
| ciano   | interino         |

## Observações
1. ↑  Com a Revolução de 1930 o chefe do Governo Provisório decreta o fechamento e a dissolução da  Câmara do Congresso Legislativo do Estado de São Paulo (Decreto n.º 19.398, de 11 de novembro de 1930).
2. ↑  Licenciou-se do cargo por doença em família
3. ↑  Vice-presidente que exerceu a presidência interinamente por afastamento do titular do cargo

## Fonte
Assembleia Legislativa do Estado de São Paulo